# Noordlaardervaart

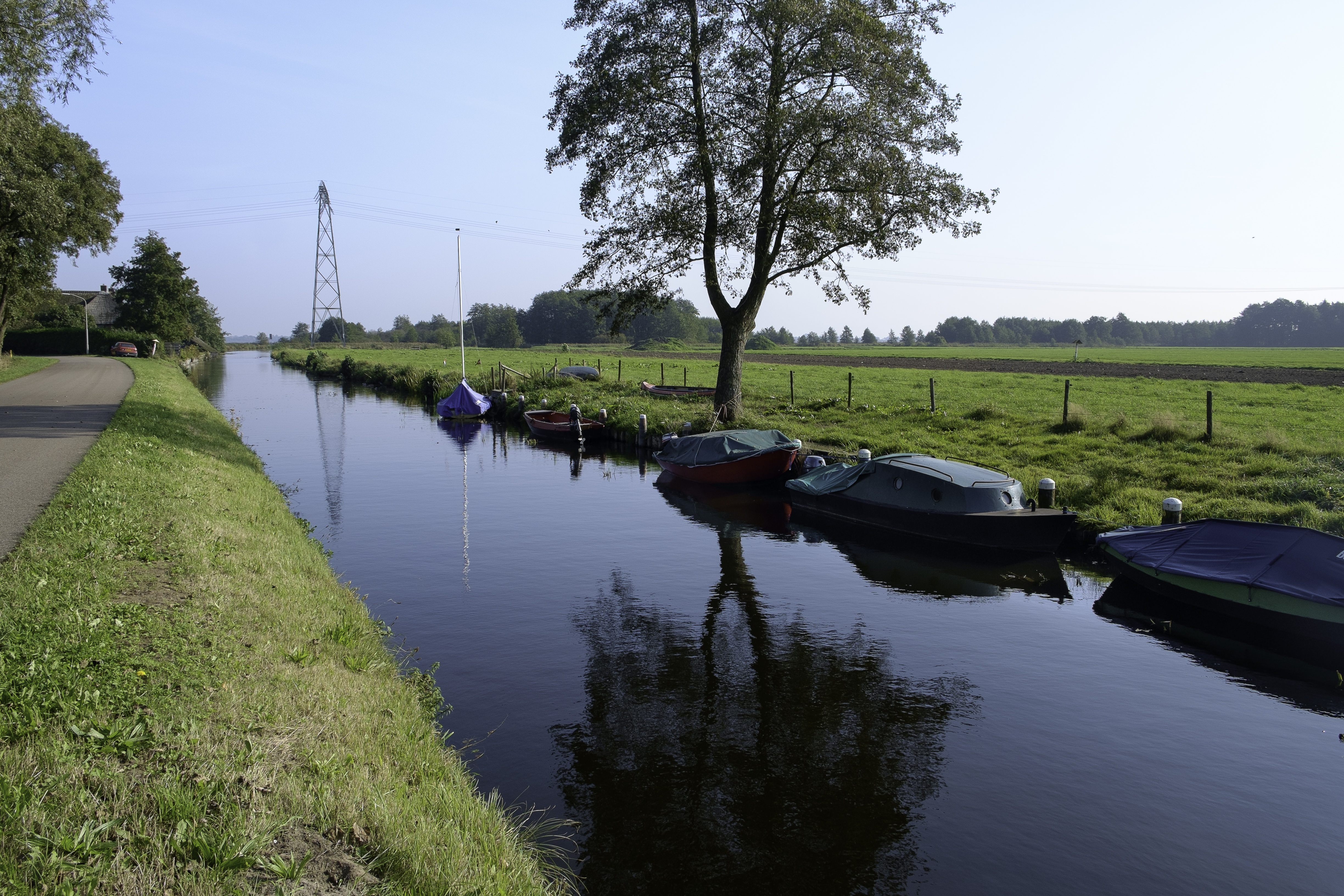
De Noordlaardervaart gezien in de richting van het Zuidlaardermeer. Links de Oostpolder en rechts de Polder de Vries.

De Noordlaardervaart, ook wel Noordlaardervaartje genoemd, is een kanaaltje tussen het dorp Noordlaren en het Zuidlaardermeer in de Nederlandse provincie Groningen. De lengte bedraagt ongeveer 800 meter. De vaart is net als het haventje in het dorp eigendom van de marke van Noordlaren.

## Geschiedenis
De aanleiding tot het graven van de vaart werd gevormd door een grote brand. Op 7 augustus 1846 sloeg de bliksem in de boerderij aan de Lageweg 51 (ten zuiden van de kerk), die daarop volledig afbrandde. De brand sloeg over naar de boerderij er tegenover, die eveneens afbrandde. Dit kon gebeuren doordat er geen brandspuit aanwezig was en doordat er een gebrek aan bluswater was. Om de aanwezigheid van bluswater in de toekomst te verzekeren besloot de marke van Noordlaren in september 1846 om een bestaande sloot vanaf de noordelijke brink te verlengen tot aan het Zuidlaardermeer. Al snel werd besloten om de nieuwe waterweg ook geschikt te maken voor de scheepvaart om zo het dorp ook over het water bereikbaar te maken, waarop de sloot werd verbreed tot een vaart.
In 1854 werd een beurtveer opgezet tussen Noordlaren en Groningen. Bij de haven liet de marke een veerhuis bouwen dat steeds voor een paar jaar verpacht werd aan een beurtschipper, die tevens haven- en opslaggelden mocht heffen. Het schipveer wordt voor het laatst genoemd in 1894 en zal daarna waarschijnlijk zijn opgeheven, want in latere advertenties voor de verhuring van het veerhuis, wordt niet meer over een veer gesproken. Het veerhuis vormde tot eind jaren 1970 een café en werd vervolgens omgevormd tot een woning. Tussen 2005 en 2012 heeft het veerhuis nog korte tijd dienstgedaan als restaurant, maar sindsdien is het weer een woning.
In het haventje werd vooral aangedaan door turfschippers uit de veenkoloniën. Tot in de jaren 1960 werd er met kunstmest gevaren. Sindsdien is de haven enkel nog in gebruik voor de recreatie.
De Noordlaardervaart vormde tevens de uitlaat van het rioolwater van de woningen van Noordlaren. Omdat dit veel vervuiling opleverde in het Zuidlaardermeer werd in 1962 een rioolwateroverstort naast de vaart gebouwd. Deze overstort bleek echter te klein, waardoor de vervuiling alleen maar toenam. In 1984 werd daarop besloten tot de aanleg van een ondergronds rioolgemaal. De reden dat dit zo lang duurde, was dat de marke zelf geen geld had voor het uitbaggeren en schoonmaken van de vaart. De gemeente voerde het daarom uit. In 1996 werd vervolgens een bergbezinkbassin aangelegd om de kwaliteit van het oppervlaktewater te verbeteren en in 2012 werd de regenwaterafvoer losgekoppeld van de rioolwaterafvoer, zodat er minder kans is op het overstorten van vervuild water in de vaart.
Het haventje werd in 1990 uitgebreid. Er is nu plaats voor 10 tot 15 boten.
Het terrein bij het haventje werd in 1972 verhard. Rond 2000 werd in de verharding bij het haventje het kunstwerk 'Walk of fame' gecreëerd als 'millenniumgedenkteken'. Hiervoor werden een paar honderd stenen met namen van dorpsbewoners in het plaveisel aangebracht. Omdat het pleintje bij de haven meer een parkeerplaats dan een ontmoetingsplek was, werd het in 2012 geherstructureerd. Sindsdien bevindt zich er ook een Toeristisch Overstappunt. Een bestrating van veldkeitjes werd echter afgewezen door de bevolking omdat dit te hobbelig zou worden. Wel werd er een steiger aangelegd langs het water.

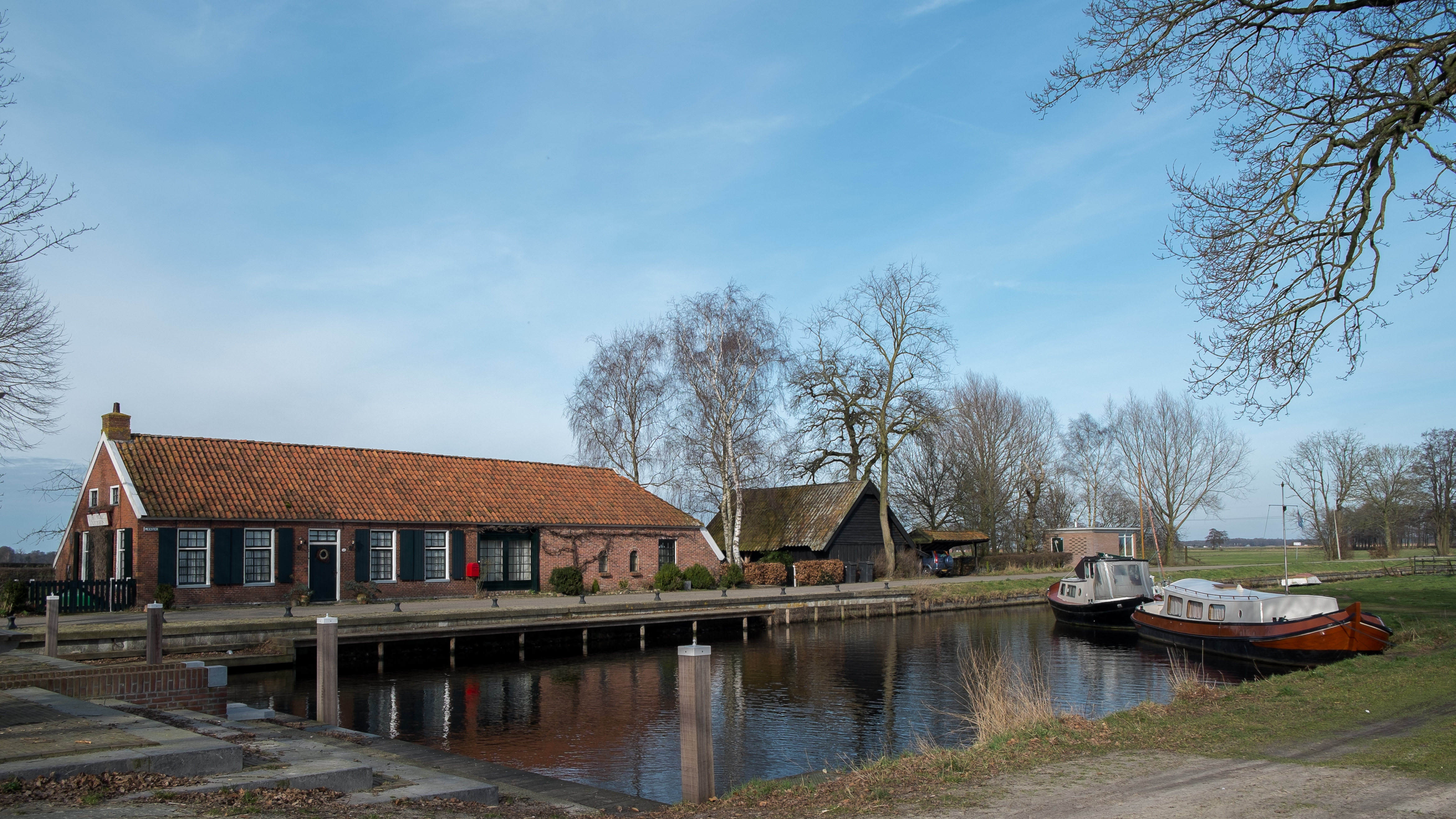
Haventje
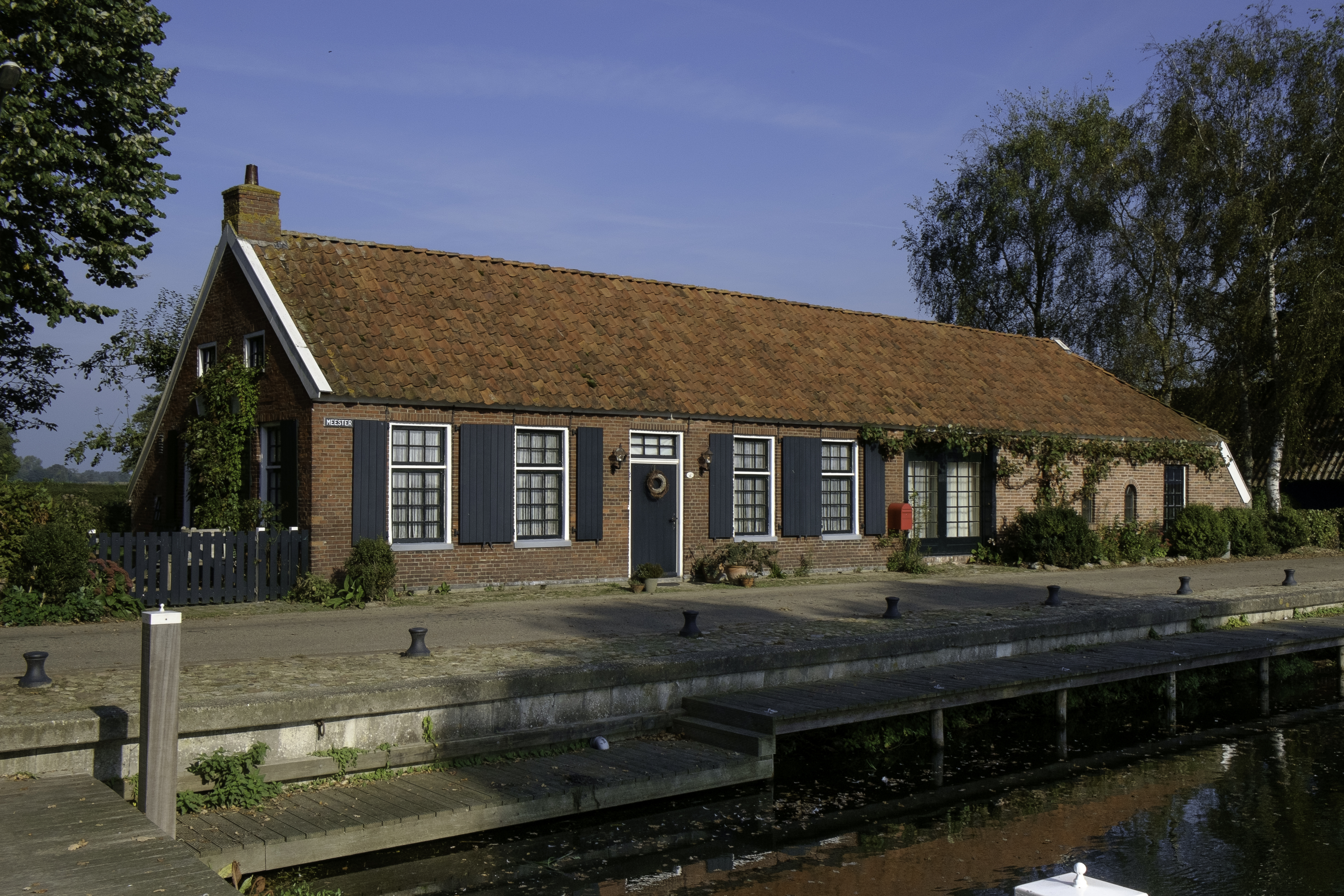
Veerhuis
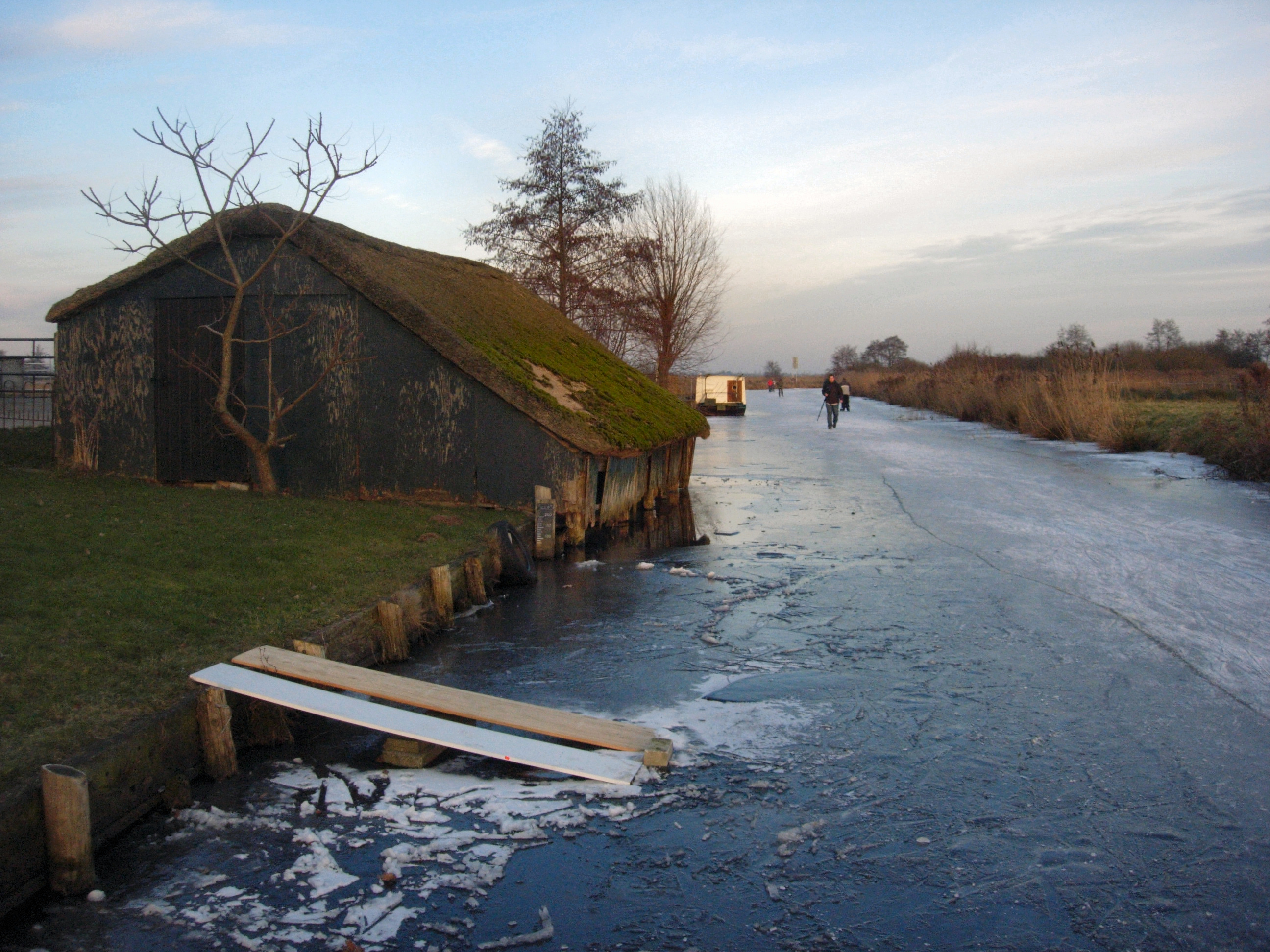
De Noordlaardervaart in de winter met links een boothuis